# Rendes fickók
A Rendes fickók (The Nice Guys) 2016-ban bemutatott neo-noir bűnügyi filmvígjáték, melyet Shane Black írt és rendezett. A főbb szerepekben Russell Crowe, Ryan Gosling, Angourie Rice, Matthew Bomer, Margaret Qualley, Keith David és Kim Basinger látható. 
2016. május 11-én debütált Hollywoodban, pár nappal később, május 15-én a 2016-os cannes-i fesztiválon is levetítették. Az amerikai mozikban május 20-án mutatta be elsőként a Warner Bros.. Magyarországon május 26-án került a mozikba, a Freeman Film forgalmazásában.
A Rendes fickók pozitív kritikákat kapott, az 50 millió dollárból készült film világszerte összesen 62 millió dolláros bevételt ért el.

## Rövid történet
Los Angeles, 1970-es évek: egy magánnyomozó és egy verőember szövetkezik egymással egy eltűnt tizenéves lány felkutatása érdekében.

## Cselekmény
1977-ben, Los Angelesben egy Bobby nevű kisfiú szemtanúja lesz egy Misty Mountains nevű pornósztár halálos autóbalesetének. Később a balszerencsés, alkoholista magánnyomozót, Holland March-ot Mrs. Glenn, Misty nagynénje bízza meg egy nyomozással, mivel az idős asszony a baleset után is látta szerinte még mindig életben lévő unokahúgát. March szkeptikus, de az ügyet összefüggésbe hozza egy Amelia nevű lány eltűnésével és vállalja a munkát. Amelia azonban nem szeretné, ha rátalálnának, ezért felbéreli a törvénytelen módszereket alkalmazó verőembert, Jackson Healy-t. Healy figyelmeztetésképpen eltöri March karját.
Aznap éjjel Healy-t két névtelen bűnöző támadja meg otthonában és megkísérlik kivallatni Amelia hollétéről: egy fiatal, kék arcú gengszter (akinek az incidens közben az arcába robbant Healy kék festékes lopásgátlóval felszerelt csomagja) és egy idős, fekete férfi. Healy sikeresen elüldözi őket és szövetkezik az eleinte vonakodó March-csal, Amelia felkutatásához. Kettejüket March tizenéves lánya, Holly segíti, bár apja a lány biztonságát féltve igyekszik távol tartani őt az ügytől.
March és Healy felkeresi Amelia tüntetéssel foglalkozó csoportját és lefizetik egyik barátját, Chetet, vigye el őket a lány barátjához, Deanhez. Felfedezik, hogy az amatőr filmes Amelia és Dean Mistyvel közösen egy „kísérleti filmen” dolgozott – a pornográfiát vegyítették a leleplező újságírással, a Los Angeles-i légszennyezéssel kapcsolatban. Dean azonban rejtélyes körülmények közt meghalt háza kigyulladásakor, mely a filmet is elemésztette. A nyomozó páros eljut egy partira, ahol a film szponzorát, a hírhedt pornóproducer Sid Shattuck-ot keresik. A részeg March rátalál Shattuck holttestére és közben (tudtán kívül) Ameliával is találkozik.
Hollyt magánnyomozása közben a kék arcú férfi a kocsijába invitálja, majd megpróbálja lelőni Ameliát, de Holly megmenti a lány életét és együtt elmenekülnek. Healy közben megverekszik az idősebb gengszterrel. A kék arcú férfit a lányok üldözése közben elgázolják és utolsó szavaival figyelmezteti az őt utána megfojtó Haleyt, hogy főnöke egy John Boy nevű bérgyilkost küldött Amelia nyomába. A nyomozók találkoznak Amelia anyjával, Judith Kuttnerrel, az Igazságügyi Minisztérium magas rangú hivatalnokával. A nő úgy véli, lánya üldözési mániás és az erőszakos események mögött a terjeszkedni próbáló pornóipar áll.
A nyomozás közben March és Healy eljut egy reptéri hotelbe, ahol Amelia megpróbálja eladni a filmjét. Megérkezésükkor az egybegyűlteket épp egy ismeretlen támadó mészárolja le, ezért inkább visszavonulnak. A menekülő Amelia épp az autójuk motorháztetején landol, így elviszik a lányt March házába. Amelia szerint a detroiti autógyártók törnek az életére és filmjével próbálta meg leleplezni légszennyező üzelmeiket.
Judith megbízza asszisztensét, Tallyt egy találkozó megszervezésével, melynek során megbízza March-ot és Healyt egy pénzt tartalmazó aktatáska kézbesítésével (mely valójában csak egy elterelő hadművelet). Útközben March elalszik a volán mögött és egy karambolt követően felfedezik, hogy a táskában pénz helyett csak értéktelen papírfecnik vannak. Tally eközben March házába küldte a magát háziorvosnak kiadó John Boyt. A bérgyilkos megtámadja Hollyt és nemsokára lövöldözésbe keveredik a hazatérő nyomozókkal. Amelia elmenekül a házból és stopposként épp a rendőrök elől eliszkoló John Boy autóját inti le, aki hidegvérrel kivégzi a lányt.
March és Healy a bírósághoz fordul, de nem tudják bizonyítani állításaikat. Felkeresik Mrs. Glennt, aki megmutatja nekik, hol látta Mistyt életben. A házban rátalálnak egy rejtett projektorra (a rövidlátó Mrs. Glenn a kivetített filmben szereplő Mistyt hitte élőnek) és rájönnek, a filmből készült egy másolat is. Következtetésük alapján a mozigépész Chet egy Los Angeles-i autóshow alatt akarja bemutatni a filmet. A rendezvényen Chet keresése közben Tally fegyvert szegez a nyomozópárosra, de Hollynak sikerül lefegyvereznie és elkábítania a nőt. Healy megtalálja a John Boy által összevert Chetet és rájön, hogy a mozigépész fiú az autóshow alatt levetített reklámfilmbe vágta bele a leleplező pornófilmet. Az idős gengszter eközben fegyvert fog March-ra és Hollyra, de egy dulakodásban mindkét férfi lezuhan és March egy úszómedencében landol, míg az idős férfi életét veszti. Lövöldözés tör ki, majd Healy lefegyverzi John Boyt, ám Holly kérésére megkíméli a bérgyilkos életét.
A nyomozók a rendőrségre viszik a filmet, s bár Judithot letartóztatják, a detroiti autócégek megússzák a felelősségre vonást. Judith állítása szerint nem akarta megöletni lányát és tetteit azzal magyarázza, hogy „ami előnyös Detroitnak, az előnyös Amerikának is”. Healy és March folytatja a közös nyomozómunkát és „Rendes fickók” néven saját magánnyomozóirodát nyitnak.

## Szereplők
| Szerep                 | Színész           | Magyar hang   |
| ---------------------- | ----------------- | ------------- |
| Russell Crowe          | Jackson Healy     | Kőszegi Ákos  |
| Ryan Gosling           | Holland March     | Zámbori Soma  |
| Angourie Rice          | Holly March       | Pekár Adrienn |
| Matt Bomer             | John Boy          | Jakab Márk    |
| Margaret Qualley       | Amelia Kuttner    | Kardos Eszter |
| Yaya DaCosta           | Tally             | Pálmai Anna   |
| Keith David            | idős maffiózó     | Varga Tamás   |
| Beau Knapp             | kék arcú maffiózó | Rába Roland   |
| Lois Smith             | Mrs. Glenn        | Pásztor Erzsi |
| Murielle Telio         | Misty Mountains   |               |
| Gil Gerard             | Bergen Paulsen    | Kertész Péter |
| Daisy Tahan            | Jessica           | Györke Laura  |
| Jack Kilmer            | Chet              | Nikas Dániel  |
| Kim Basinger           | Judith Kuttner    | Kovács Nóra   |
| Lance Valentine Butler | biciklis fiú      | Ács Balázs    |
| Ty Simpkins            | Bobby             |               |

## Fogadtatás

### Bevételi adatok
A Rendes fickók az Amerikai Egyesült Államokan és Kanadában 36,3 millió, míg a többi országban 25,5 millió dolláros bevételt ért el. Így az 50 millió dollárból készült film világszerte összesen 62,8 millió dolláros bevételt termelt.

### Kritikai visszhang
- A Rotten Tomatoes weboldalon a filmet 251 kritikus közül, 230 pozitívan, 21 negatívan ítélte meg, így 92%-os kritikai átlaggal elmondható, hogy a film tetszett a kritikusok nagy részének.
- Az imdb.com-on, 7,4 ponton áll a 10-ből, tehát a mozirajongók is inkább pozitívan álltak a filmhez.[2]